# 100 mètres masculin aux championnats du monde d'athlétisme 1997
Navigation
Göteborg 1995 Séville 1999
L'épreuve du 100 mètres masculin des championnats du monde d'athlétisme 1997 s'est déroulée les 2 et 3 août 1997 au Stade olympique d'Athènes, en Grèce. Elle est remportée par l'Américain Maurice Greene dans le temps de 9 s 86.

## Résultats

### Finale
| Rang               | Athlète          | Pays              | Temps   |
| ------------------ | ---------------- | ----------------- | ------- |
| Médaille d'or      | Maurice Greene   | États-Unis        | 9 s 86  |
| Médaille d'argent  | Donovan Bailey   | Canada            | 9 s 91  |
| Médaille de bronze | Tim Montgomery   | États-Unis        | 9 s 94  |
| 4                  | Frank Fredericks | Namibie           | 9 s 95  |
| 5                  | Ato Boldon       | Trinité-et-Tobago | 10 s 02 |
| 6                  | Davidson Ezinwa  | Nigeria           | 10 s 10 |
| 7                  | Bruny Surin      | Canada            | 10 s 12 |
| 8                  | Michael Marsh    | États-Unis        | 10 s 29 |

## Légende
Records et Performances
- AR : Record continental (area record)
- CR : Record des championnats (championship record)
- MR : Record du meeting (meet record)
- NR : Record national (national record)
- OR : Record olympique (olympic record)
- PR : Record paralympique (paralympic record)
- PB : Record personnel (personal best)
- SB : Meilleure performance personnelle de la saison (season's best)
- WL : Meilleure performance mondiale de l'année (world leader)
- WJR : Record du monde junior (world junior record)
- WR : Record du monde (world record)

Circonstances et Conditions
- DNF : N'a pas terminé (did not finish)
- DNS : N'a pas pris le départ (did not start)
- DQ : Disqualification (disqualification)
- NM : Aucun essai valable enregistré (No Mark)
- Q : Qualifié « directement » au prochain tour (ou à la prochaine compétition), lors d'une compétition majeure, grâce au classement ou à la réalisation des minima (automatic qualifier)
- q : Qualifié au prochain tour (ou à la prochaine compétition), lors d'une compétition majeure, grâce au repêchage ou à la réalisation de l'une des meilleures performances parmi celles des « non qualifiés directement » (grâce au meilleur temps ou à la meilleure distance par exemple) (secondary qualifier)